# Deconcentratie (staatsbestuur)
Deconcentratie is het overdragen (delegeren) van macht en competenties vanuit een centrale administratie door een hoger rechtspersoon (in het bijzonder een overheid) naar lagere instanties die zelf geen rechtspersoon zijn maar een intern deel vormen van dezelfde hogere rechtspersoon die de macht op deze manier spreidt. Deze manier van machtsspreiding dient aldus te worden onderscheiden van decentralisatie. De macht wordt namelijk niet evenredig verdeeld over een aantal gelijkwaardige rechtspersonen. Het voornaamste doel van deconcentratie is het op een snellere en efficiëntere manier kunnen nemen van bestuurlijke beslissingen op lokaal niveau. 

## Frankrijk
Deconcentratie wordt sinds de tweede helft van de 19e eeuw vooral in Frankrijk op grote schaal toegepast. Bij de verordeningen van 25 maart 1852 en 13 april 1861 heeft de Franse departementsprefect een aantal bevoegdheden van het staatshoofd en de ministers gekregen. In 1970 werd de macht verder opgedeeld tussen de departementsprefect en de regioprefect. Op 2 maart 1982 werd door middel van de Defferre-wet deconcentratie samen met decentralisatie nog verder uitgewerkt. Omdat plaatselijk gekozen bestuurders meer macht kregen moest hetzelfde gebeuren met de macht van de prefecten. Ten slotte werd op 6 februari 1992 door middel van de ATR-wet waarin onder andere het subsidiariteitsbeginsel was vastgelegd deconcentratie tot een vast onderdeel van het Franse staatsbestuur gemaakt. Tegenwoordig is de bestuurlijke macht in Frankrijk verdeeld over vier bestuurslagen: de centrale administratie, de departementen van Frankrijk, de regio's van Frankrijk en de arrondissementen. Op lokaler niveau vindt deconcentratie eveneens plaats in de Franse kantons en gemeentes.